# ویتو فاورو
ویتو فاورو (ایتالیایی: Vito Favero; ۲۱ اکتبر ۱۹۳۲ – ۱۶ مهٔ ۲۰۱۴) دوچرخه‌سوار اهل ایتالیا بود.